# Verdrag van Péronne (1641)
Het verdrag van Péronne is een overeenkomst tussen Frankrijk en Monaco gesloten op 14 september 1641 waarin Frankrijk de soevereiniteit van Monaco erkende. Het verdrag werd getekend door de vorsten van beide landen, Lodewijk XIII en Honorius II.
Het verdrag behelsde onder meer dat:
- Monaco zich onder “vriendschappelijk protectoraat” van Frankrijk plaatste,
- Frankrijk de onafhankelijkheid van Monaco erkende en garandeerde,
- Monaco voor deze garantie Franse troepen permanent op zijn grondgebied toeliet (een garnizoen van 500 man, betaald door Frankrijk) en dat
- de prins van Monaco schadeloos werd gesteld voor de verloren gebieden in Italië en Spanje met landen in Frankrijk, daaronder Valentinois, les Baux, Carladès en Saint-Rémy.